# Pierre Vellones

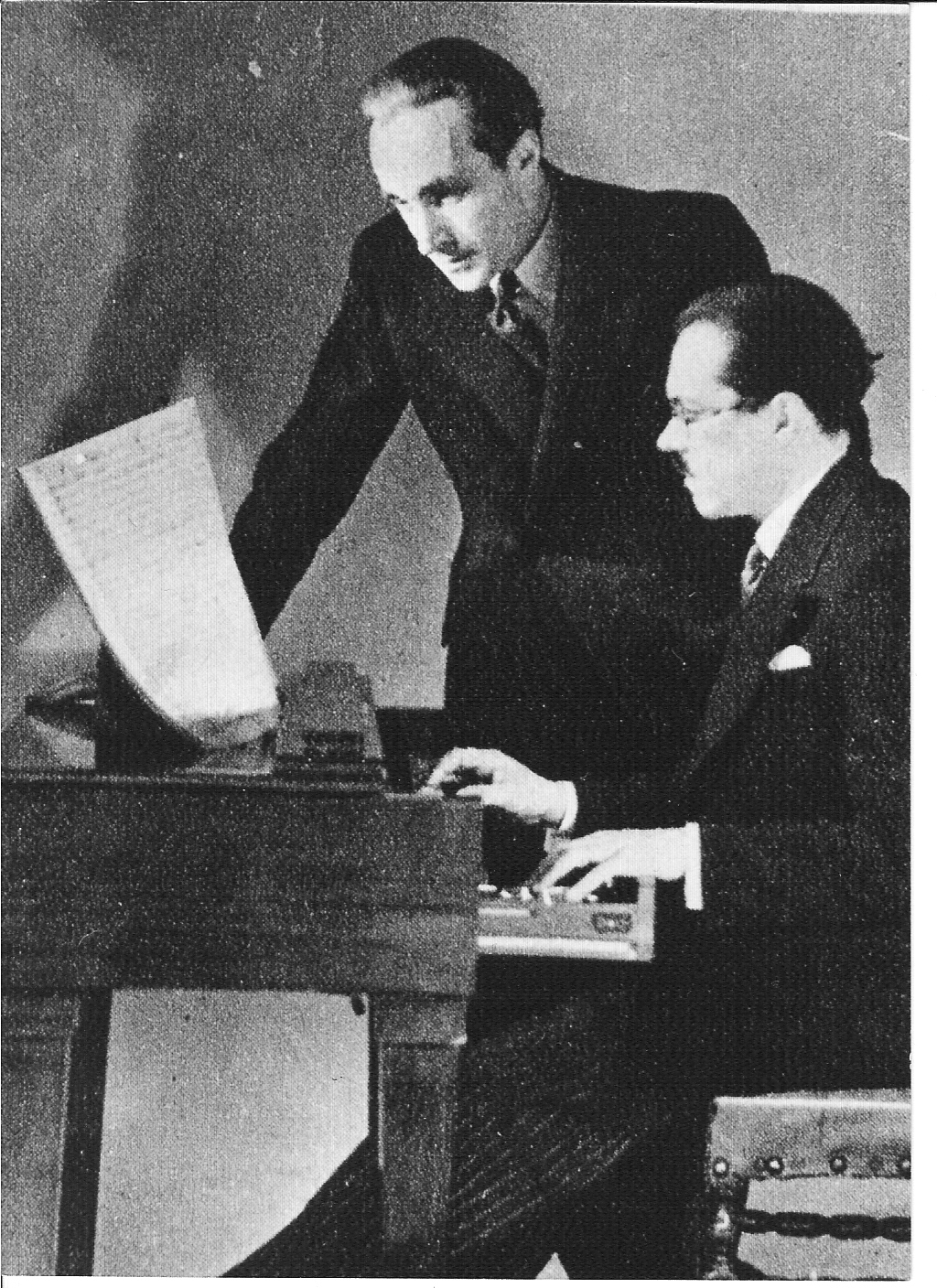
Pierre Vellones und Maurice Martenot (sitzend, 1936)

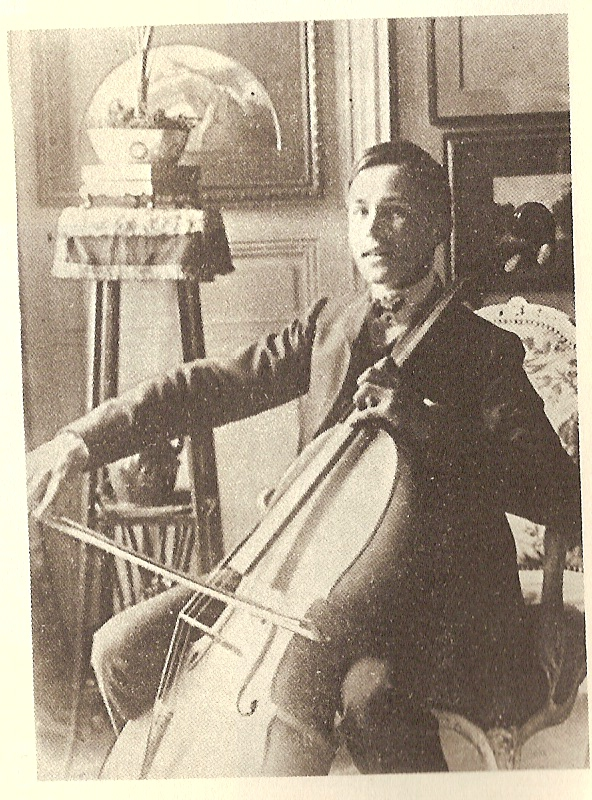
Pierre Vellones (ca. 1905)

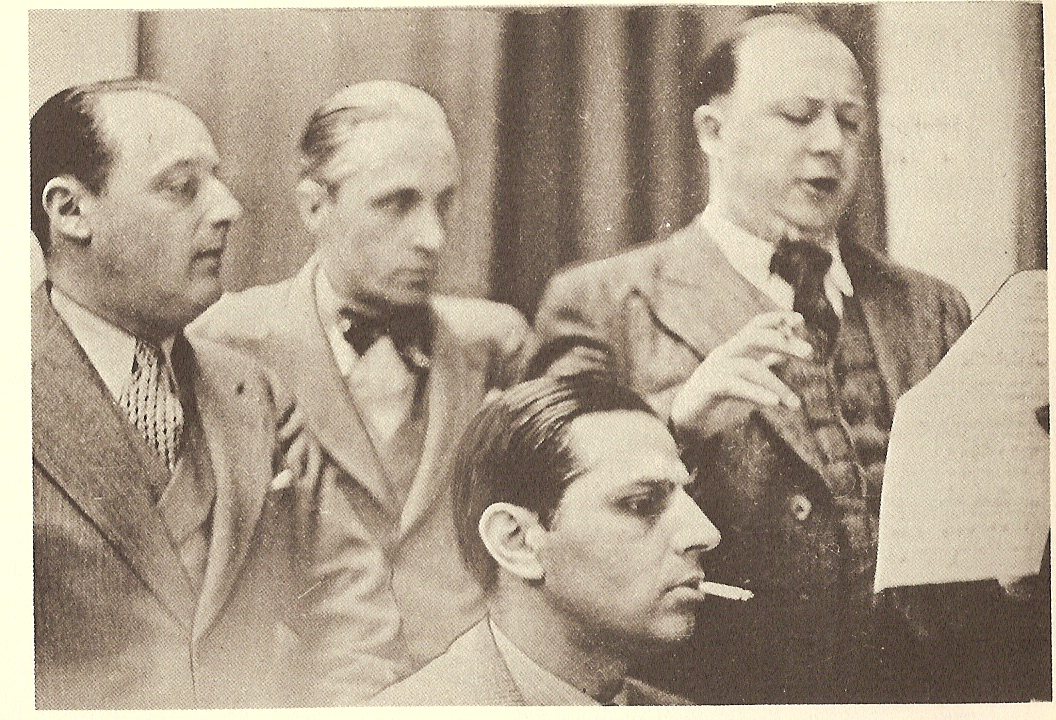
Von links: Georges Truc, Pierre Vellones, Henri Médus. Am Klavier: Maurice Jaubert (o. J.)

Pierre Vellones, Pseudonym von Pierre Édouard Léon Rousseau, (geboren 29. März 1889 in Paris; gestorben 17. Juli 1939 in Paris) war ein französischer Komponist.

## Leben
Pierre Rousseau war der Sohn eines Arztes. Er hatte seine erste musikalische Ausbildung bei Jean-Hugues Louvier, einem Freund von Charles-Marie Widor. Er veröffentlichte ab 1907 seine ersten Kompositionen, einen langsamen Walzer für Klavier, ein Streichquartett und Lieder. Rousseau, der auch ein Talent als Aquarellmaler hatte, studierte Medizin und wurde als Hilfsarzt im Ersten Weltkrieg eingezogen, wo er auch in dem Dorf Velosnes eingesetzt war und diesen Namen bei seinem Pseudonym Vellones verwandte, wenn er Kompositionen veröffentlichte.
1926 wurde bei ihm die Kahlersche Krankheit diagnostiziert, so dass er seine Praxistätigkeit aufgeben musste. Er spezialisierte sich auf das Gebiet der Elektrotherapie. Zu seinen Patienten gehörten Paul Valéry, Gabriel Pierné und Louis II. von Monaco.
In seinem Kompositionsschaffen suchte er nach neuen Wegen und Klängen und interessierte sich für die Forschungen von  Alexander Mossolow und John Cage. Er schrieb 1934 ein Konzert mit dem Saxophon als Soloinstrument. Er experimentierte mit Schlagwerken aus Afrika und dem Klangspektrum Ostasiens.  Er war der erste Musiker in Frankreich, der 1929 das Instrument Ondes Martenot in seine Kompositionen aufnahm. Für Marcel Ichacs Dokumentarfilm Karakoram  über die französische Himalaya-Expedition 1936 schrieb er für die Filmmusik sieben Ondes Martenot, Klavier und traditionelles Schlagzeug vor. Bei einem Kompositionsauftrag für die Pariser Weltausstellung 1937 verwendete er Instrumente aus dem Musée d’Ethnographie.
Vellones schrieb den Roman Le Pré aux loups (Manuskript) und veröffentlichte einen Essay über tibetische Kunst.

## Kompositionen  (Auswahl)
Orchestermusik
- Au Pays du Tendre
- Concerto en fa pour saxophone et orchestre
- Le Roi Salomon pour soliste, chœur et orchestre
- Rastelli pour quatuor de saxophones et orchestre
- Suite cavalière (5 pièces)
- Prélude et danse indienne
- Ballade pour piano et orchestre
- Castillanes

Bläser und Saiteninstrumente
- Trio pour flûte, harpe et hautbois ou alto
- Impressions d'Espagne pour harpe, flûte et basson (2 pièces)
- Théatre des marionnettes pour quintette à vent et piano (3 pièces)
- A Versailles pour quintette à vent et piano
- Images Péruviennes pour flûte et piano

Saxophon
- Rapsodie pour saxophone alto, harpe et celesta : op. 92
- Cavaliers andalous ; pour quatuor de saxophones
- Prélude et rondo français : pour quatuor de saxophones
- Valse chromatique, pour quatuor de saxophones
- Sévillanes pour quatuor de saxophones et percussions
- Rapsodie, pour saxophone alto, avec accompagnement de harpe, célesta et batterie
- Concerto pour saxophone alto et orchestre. [Op. 65]

Piano
- Ballade pour 2 pianos
- Toccata
- Valse Chromatique
- Au jardin des bêtes sauvages : 16 pièces enfantines pour piano, faciles et progressives
- Impressions d'Espagne (2 pièces)
- Planisphère : 8 pièces pour piano

Vokalmusik
- Le Cantique des Cantiques pour soprano, ténor, basse chantante, flûte et basson
- Elégie (A. Samain) pour voix moyenne et piano ou quatuor à cordes, flûte et harpe, ou orchestre
- Cinq Poèmes de Mallarmé pour voix moyenne et 4 harpes, 2 saxophones, contrebasse (ou quatuor à cordes, ou piano, ou orchestre)
- Prélude et Cinq Fables de Florian pour voix élevée et piano ou jazz symphonique, ou orchestre
- Cinq Chansons d'Amour de la Vieille Chine pour voix élevée et piano ou flûte, batterie et piano
- Cinq Épitaphes (textes anciens, humoristiques) pour voix moyenne et piano (ou orchestre)
- John Shag (A.G. de Voisin) pour voix élevée et 2 pianos (ou orchestre)
- A Mon Fils (C. Fontaine) pour voix moyenne et piano (ou orchestre)
- Le Petit Village (P. Lorys) pour voix moyenne et piano (ou orchestre)
- Trois Poèmes de Rimbaud pour voix moyenne et piano
- Deux Poèmes de Paul Fort pour mezzo, baryton et piano
- Deux Poèmes de Louis de la Salle pour voix moyenne et piano
- Pluies (Th. Briant) pour voix moyenne et piano
- Soir d'Idumée (G. Boissy) pour voix moyenne et piano (ou orchestre)
- La Grosse Claudine pour quatuor vocal féminin
- Oisillon Bleu pour quatuor vocal féminin